# Дабо, Бриан
Бриа́н Дабо́ (фр. Bryan Dabo; род. 18 февраля 1992[…], Марсель) — буркинийский и французский футболист, полузащитник клуба «СПАЛ» и сборной Буркина-Фасо.

## Ранние годы
Родители Дабо — эмигранты из Сенегала. Мать имеет малийские корни, отец — буркинийские. В 8-летнем возрасте Бриана отдали в детскую академию «Бюреля», шесть лет спустя на год в «Обань», а затем в «Монпелье», где игрок занимался в течение трёх лет. Дабо также посещал секцию каратэ: с 13-ти до 15-ти лет он добился значительных успехов в этом виде спорта, став чемпионом Франции. Однако присоединившись к академии «Монпелье», Бриан окончательно выбрал футбол.

## Клубная карьера

### «Монпелье»
В Лиге 1 футболист дебютировал 15 мая 2010 года, в возрасте 18-ти лет выйдя на замену в матче с «ПСЖ» на «Парк де Пренс». Его команда победила со счётом 3:1, Бриан провёл на поле 6 минут.
7 июня 2012 года Дабо подписал первый профессиональный контракт с «Монпелье» на три года. 15 декабря того же года он впервые вышел в стартовом составе против «Бастии». Всего в сезоне 2012/13 полузащитник сыграл в 16 матчах Лиги 1.
В следующем сезоне Дабо сыграл лишь в двух матчах чемпионата и был отправлен в аренду в английский «Блэкберн». За полгода пребывания в стане «бродяг» он несколько раз попадал на скамейку запасных основного клуба, выступавшего в Чемпионшипе, и дважды сыграл в молодёжной лиге второго дивизиона, в одном из матчей забив два гола.
В сезоне 2014/15 хавбек становится одним из ключевых игроков «Монпелье», выходя на поле почти во всех матчах второй половины чемпионата в стартовом составе. Правда, Бриана предпочитают использовать не в центре поля, а на позициях правого защитника или правого вингера. Первый мяч за клуб в официальном матче Дабо забивает 7 февраля 2015 года «Лиллю». Всего на счету футболиста 2 гола и 3 голевые передачи за сезон.
В розыгрыше чемпионата Франции 2015/16 Дабо участвует в 36 играх, забивает 5 мячей (в том числе «дубль» в ворота «Газелека») и отдаёт голевой пас. В основном его используют на родной позиции центрального полузащитника.

### «Сент-Этьен»
24 июня 2016 года за €4 млн Бриан Дабо переходит в «Сент-Этьен». Несмотря на предложения от «Марселя» и ряда английских клубов, после разговора с главным тренером «зелёных» Кристофом Гальтье футболист делает выбор в пользу «стефануа».

## Международная карьера
В 2008 году Дабо вызывался в сборную Франции до 16 лет, за которую провёл 2 игры, в 2013-м принял участие в одном матче за молодёжную команду.